# Asmate aequifasciata
Asmate aequifasciata là một loài bướm đêm trong họ Geometridae.